# Sheila Lerwill
Sheila W. Lerwill, z domu Alexander (ur. 16 sierpnia 1928 w Londynie) – brytyjska lekkoatletka, która specjalizowała się w skoku wzwyż.
W 1952 roku podczas swojego jedynego występu na igrzyskach olimpijskich wywalczyła srebrny medal. Mistrzyni Europy w skoku wzwyż z Brukseli (1950). W 1951 roku poprawiła wynikiem 1,72 rekord świata, dwukrotnie była też rekordzistką Wielkiej Brytanii. Rekord życiowy: 1,72 (7 lipca 1951, Londyn).

## Osiągnięcia
| Rok  | Impreza              | Miejsce  | Lokata     | Wynik |
| ---- | -------------------- | -------- | ---------- | ----- |
| 1950 | Mistrzostwa Europy   | Bruksela | 1. miejsce | 1,63  |
| 1952 | Igrzyska olimpijskie | Helsinki | 2. miejsce | 1,65  |
| 1954 | Mistrzostwa Europy   | Berno    | 5. miejsce | 1,60  |